# Hilario de Almeyra
Hilario de Almeyra (Almeira o Almeida) fue un médico y legislador argentino del siglo XIX que sirvió como cirujano militar en, entre otros conflictos, la Guerra del Brasil, en la Guerra entre la Confederación Argentina y el Estado de Buenos Aires y en la Guerra del Paraguay.

## Biografía
Hilario de Almeyra nació en la ciudad de Buenos Aires en 1799, hijo de Juan Agustín de Almeyra Silva (1754, 1837) y de su segunda esposa Petrona Díaz.
Era medio hermano del médico y escritor Francisco de Paula Almeyra (1791-1870), quien publicó La Lira argentina y presidió el Tribunal de Medicina entre 1848 y 1852.
Cursó sus estudios en la Facultad de Medicina de la Universidad de Buenos Aires. Al igual que sus compañeros de estudio, actuó como practicante en el ejército durante la Guerra del Brasil, asistiendo heridos en el Convento de la Merced. 
Se graduó finalmente de médico en 1827.
De tendencias políticas afines al Partido Unitario (Argentina), en 1839 fue apresado y permaneció varios meses detenido en la guardia de San Miguel del Monte.
Ante las gestiones de su esposa Feliciana Núñez de la Quintana (1805, 1879) los autoridades provinciales concedieron el traslado a Buenos Aires donde permanecería a salvo pero con la ciudad por cárcel. Sin embargo, Almeyra fue advertido por el cónsul de Bélgica Adolfo van Praet de que se planeaba su asesinato, por lo que emigró a la ciudad de Montevideo y de allí al Imperio del Brasil. 
Viéndose impedido de ejercer allí su profesión, regresó a Montevideo donde fue nombrado cirujano mayor en el ejército que defendía la ciudad sitiada.
Tras la caída del gobierno de Juan Manuel de Rosas, Justo José de Urquiza lo designó con igual cargo en el ejército de la Confederación Argentina, pero tras producirse la revolución del 11 de septiembre de 1852 adhirió al estado rebelde de Buenos Aires y sirvió como cirujano en su ejército durante la guerra contra la Confederación.
En su ejercicio, fue el responsable de atender la herida que recibió el 2 de junio de 1853 el general Bartolomé Mitre durante el sitio de Buenos Aires por las fuerzas al mando del general Hilario Lagos. Fue su pericia la que al permitirle extraer las esquirlas del frontal fracturado salvó la vida del general porteño.
Tras la guerra civil sirvió en los cuerpos de frontera en el área de Azul, frente de la guerra contra Calfucurá, en la Guerra del Paraguay y finalmente en la campaña de 1870 contra Ricardo López Jordán.
Finalizado ese conflicto se jubiló del servicio activo en las fuerzas armadas dedicándose a la actividad política. Fue diputado en la Legislatura provincial e integró la Corporación Municipal de la ciudad de Buenos Aires.
Con su esposa Feliciana Núñez de la Quintana tuvo tres hijas: Laura Almeyra Núñez (1839, ?), Rosario Almeyra Núñez (1841, 1928), y Ema Almeyra Núñez, quien casó con el general José Arredondo Moyano.
Falleció en su ciudad natal el 19 de julio de 1885, siendo sepultado en el Cementerio de la Recoleta.
Por resolución del 28 de octubre de 1904 se dio la denominación Almeyra al tramo de la actual avenida Juan B. Justo comprendido entre las actuales avenida Santa Fe y Castillo.